# Libros protocanónicos
Los Libros Protocanónicos son aquellos escritos del Antiguo Testamento que también se encuentran en la Biblia hebrea (Tanaj) y vinieron a ser considerados canónicos durante la época de formación del cristianismo. El término "protocanónico" se usa comúnmente para describir a los libros o "escritos" que ya se encuentran en la Biblia moderna tanto hebrea como protestante para diferenciar estos libros de los Libros Deuterocanónicos y apócrifos, que están considerados no canónicos por los protestantes, que generaron duda sobre su veracidad cuando la Iglesia primitiva los revisó y por lo tanto no están presentes en el canon bíblico.

## Listado de Libros
La lista de Libros Protocanónicos se compone de los escritos: Génesis, Éxodo, Levítico, Números, Deuteronomio, Josue, Jueces, Ruth, 1 y 2 de Samuel, 1 y 2 de Reyes, 1 y 2 de Crónicas, Esdras, Nehemias, Ester, Libro de Job, Salmos, Proverbios, Eclesiastés, Cantar de los Cantares, Isaías, Jeremías, Lamentaciones, Ezequiel, Daniel, Oseas, Joel, Amós, Abdías, Jonás, Miqueas, Nahum, Habacuc, Sofonías, Hageo, Zacarías, y Malaquías.

## Enumeración
Estos escritos usualmente se cuentan como 39 libros en la mayoría de las Biblias, pues son la composición completa del Antiguo Testamento. Sin embargo, sobre la base de la tradición judía del Tanaj, estos mismos escritos se pueden contar como 24 libros, ya que para los judíos,los doce profetas menores están juntos en un solo libro, no como en la Biblia cristiana donde cada profeta menor tiene su propio libro. En el Tanaj los libros históricos que contienen segundas partes como 1 y 2 Samuel, 1 y 2 Reyes y 1 y 2 Crónicas se cuentan como un solo escrito, los libros de Esdras y Nehemías también conforman un solo escrito. Según Jerónimo de Estridón, en sus prólogos, los protocanónicos serían 22 libros ya que combina Jeremías con Lamentacionesy Juecescon Ruth. La lista que figura en el Codex Hierosolymitanus supone que son 27 libros.
A veces, a estas enumeraciones se les dio un significado numerológico.  Se dice que la enumeración en 22 libros representa el número de letras en el alfabeto hebreo; los 5 libros dobles (Jueces/ Ruth , Samuel 1/2 , 1/2 Reyes , 1/2 Crónicas , Esdras / Nehemías , y Jeremías / Lamentaciones ) que representan las cinco letras hebreas que tienen formas dobles, Kaf, Mem, Nun, Phe y Sade. La enumeración de 24 libros se relaciona con los 24 ancianos que echan sus coronas delante del Cordero en el libro de Apocalipsis. La enumeración de 27 libros equilibra uno por uno a los 27 libros canónicos del Nuevo Testamento.

## Variantes Iniciales
El término "Protocanónico" es inexistente para los Judíos ya que es una figura de estudio para el cristianismo. La mayoría de los libros protocanonicos fueron ampliamente aceptados entre los primeros cristianos. Sin embargo, algunos fueron omitidos por algunos de los más antiguos cánones, en el caso del marcionismo, una secta cristiana primitiva que fue dominante en algunas partes del Imperio Romano, esto dio lugar a un canon radicalmente diferente del que se conoce hoy en día. El canon marcionista excluyó todo el Antiguo Testamento en favor de una versión modificada de Lucas y diez de las epístolas paulinas.
Con el ejemplo extremo del marcionismo, se presentaron desacuerdos puntuales y aislados sobre la canonicidad de ciertos libros durante siglos. Atanasio, un obispo del siglo IV de Alejandría, omitió el Libro de Ester de su lista, pues quiso tener sólo los 22 libros del canon judío, influenciado por Flavio Josefo. Teodoro de Mopsuestia omitió Cantar de los Cantares, Eclesiastés, Job, y Esdras-Nehemías para obtener una lista de 22 libros también.

## Nuevo Testamento
El término "protocanónico" a veces se utiliza para describir los escritos conocidos como los 27 libros del Nuevo Testamento, que fueron aceptados como textos sagraos por la Iglesia primitiva (el "Homologoumena", un término griego que significa "confesión indiscutible"), a diferencia de los libros restantes (el Antilegomena), que fueron aceptados tiempo después. También puede ser usado para referirse a los 27 libros en su totalidad, ya que todos ellos han sido reconocidos durante más de 1500 años por casi todos los cristianos, sobre todo al hacer una distinción entre ellos y los escritos no canónicos de la Iglesia primitiva. Para obtener más información sobre el desarrollo del canon del Nuevo Testamento, vea el artículo canon bíblico.